# Tarzán y la ciudad de oro
Tarzan y la ciudad de oro (tit. orig. "Tarzan and the city of gold") es una novela del escritor norteamericano Edgar Rice Burroughs, la decimosexta en su serie de veinte libros acerca del personaje de Tarzán. Originalmente fue serializada en abril de 1932 en la revista "Argosy from March". Durante la década de 1970 fue llevada primero al cómic y luego adaptada en la serie de animación Tarzán el rey de la selva por la compañía Filmation.

## Resumen de la trama
Luego de encontrarse y entablar amistad con Valthor, un guerrero de la ciudad de Athne (a quien él había rescatado de un grupo de bandidos conocidos como shiftas), Tarzán escapturado por la insana aunque hermosa reina Nemone de la ciudad enemiga Cathne, la Ciudad de Oro, capital de la tierra de Onthar. Allí es encerrado en una celda junto a otro prisionero que resulta ser un campeón luchador de Cathne llamado Phobeg, el hombre más fuerte de la ciudad. Tarzán es llevado junto a Phobeg en presencia de la reina y creyéndolo un espía de la ciudad de Athne, es forzado a combatir en la arena contra Phobeg para ganar su libertad. Tarzán logra abatir fácilmente a su rival pero se niega a acabar con su vida y finalmente Phobed es liberado.
Luego Tarzán es nuevamente forzado a combatir contra un león hambriento que desea atacarlo y matarlo, Belthar. Tarzán pretende eludirlo y lograr que este se canse de perseguirlo, debido a que los leones se cansan luego de correr en velocidad máxima unas cien yardas. Sin embargo, este león pertenecía a una raza que había sido especialmente elegida para ser más resistente, por lo que Tarzán decide enfrentarlo pese a que sabe que sin un cuchillo no será mucho lo que pueda hacer contra esa bestia pero prefiere enfrentar su destino. Jal-bal-ja, el propio león criado desde cachorro por Tarzán, interviene en la lucha matando a Bethar y salvando así la vida de su amigo Tarzán. Nemone cree que su vida está ligada a la vida de ese león y termina suicidándose cuando este muere.
Extraordinariamente las ciudades perdidas dentro de las novelas de la serie de Tarzán escritas por Burroughs, son visitadas solo en una ocasión,aunque tanto Cathne como Athne reaparecen en una posterior aventura titulada "Tarzán el magnífico". La única otra ciudad perdida que reaparece en al menoscuatro novelas es Opar.

## Adaptación en el cómic
El libro fue adaptado dentro del cómic por Gold Key cómics en  dos entregas;Tarzan # 186 y #187, con fecha de junio y julio de 1970 respectivamente, con textos de Gaylord DuBois y el arte gráfico de Doug Wildey.

## En la cultura popular
La novela tuvo también su adaptación en este medio en el primer capítulo de la serie animada "Tarzán el amo de la selva" de la compañía Filmation.titulado igualmente "Tarzán y la ciudad de oro". Elementos de la novela también fueron usados en posteriores capítulos de la serie animada, titulados "Regreso a la Ciudad de Oro" ( "Tarzan's Return to the City of Gold") y "Tarzán y el ladrón de almas" ("Tarzan and the Soul Stealer").
El mismo argumento adaptado por Filmation es usado en la serie televisiva de la misma franquicia He-Man y los Amos del Universo (He-Man and the Masters of the Universe) en el capítulo "Historia de dosciudades". Asimismo se usó un argumento similar en una de las aventuras de He-Man dentro de los minicómics que acompañaban las figuras de acción de la línea MOTU en la década de 1980 titulado "He-Man y la gente insecto" (He-Man and the insect people").

### Diferencias con la novela
En esta serie animada existen diversas diferencias con respecto a la novela. La ciudad de oro es llamada Zandor y está en guerracon Athne. La persona a la que rescata Tarzán no es a un guerrero secuestrado por un grupo de hombres sino a una joven llamada Thia que había sido tomada prisionera por tres simios del clan de los Bulgani. Tarzán trata de acompañar a Thia de regreso a su ciudadcuando una tormenta los sorprende y Tarzán es arrastrado por la corrientede un río hasta las cercanías de Zandor donde es puesto cautivo.
En la versión de Filmation donde el nivel de violencia había sido muy reducido y no se mostraba la muerte de ningún animal, Tarzán no portaba arcos, flechas, cuchillos o lanzas y tampoco agredía a sus rivales con golpes de puños. En el combate en la arena de una especie de Coliseo romano de la ciudad de Zandor, entre Tarzán y su rival Phobeg (personaje que contó con las voces de Ted Casidy y luego Alan Oppenheimer), el hombre mono elude en tres oportunidades los agresivos embates del campeón de Zandor arrojándolo por los aires luego de efectuarle una presa de manos y dejándolo pasar de largo, incluso saltando por encima de la cabeza del gladiador por medio de un salto mortal. Luego de que Phobeg lo apresara por dentrás de su espalda en una suerte de abrazo de oso, Tarzán logra aferrarse con sus piernas a uno de los mástiles de la pared del coliseo cruzando fuertemente sus pies descalzos alrededor del mismo y tras lograr montarse sobre el palo como si fuese una barra de destreza, arrastrando al guerrero aún asido a su espalda, arrojarlo desde lo alto para dejarlo caer sobre la rena fuera de combate.
Mientras que en el cómic Tarzán levantaba al cuerpo de Phobeg inherte con sus brazos y lo arrojaba sobre el palco de la reina, en la versión animada vuelve a dejarlo en pie y se niega a matarlo cuando la reina y su ministro lo obligaban a acabar con la vida del derrotado. Phobeg es puesto en libertad y posteriormente muestra su gratitud hacia Tarzán ayudándolo a huir de Zandor junto con Thia. 
Tarzán no lucha contra un león en esta versión televisiva sino contra una pantera que iba a tacar a Thia. La reina Nemonea al igual que en la novela se siente atraída por Tarzán y se molesta cuando él la rechaza. Ella también reaparece en los siguientes episodios donde Tarzán regresa a la ciudad de Zandor.
Cuando Tarzán regresa a Zandor se encuentra nuevamente con su amigo Phobeg y también con el hijo de éste que presta ayuda al igual que su padre al hombre mono.